# Толстый Альберт и дети Косби
Толстый Альберт и дети Косби (Fat Albert and the Cosby Kids) — телевизионный мультсериал, созданный Filmation. Премьера шоу состоялась в 1972 году и продолжалась до 1985 года (в течение этого периода время от времени выпускались новые эпизоды). Шоу, основанное на воспоминаниях Биллом Косби о его банде из детства, сосредоточено на Жирном Альберте (известном своей фразой «Эй, эй, эй!») и его друзьях. Шоу включает образовательный урок в каждом эпизоде, подчеркнутый сегментами живых выступлений Косби.

## Происхождение и история
Персонаж Толстый Альберт впервые появился в постановочной комедии Билла Косби «Buck Buck», записанной на его альбоме 1967 года Revenge. Истории были основаны на рассказах Косби о детстве в центральной части Северной Филадельфии. В 1969 году Косби и опытный аниматор Кен Манди выпустили специальный выпуск «Эй, эй, эй, это толстый Альберт».
Специальный выпуск, который транслировался на NBC, представлял собой гибрид живого действия и анимации. Музыка для специального выпуска была написана и исполнена джазовым пианистом / клавишником Херби Хэнкоком в 1969 году и была выпущена на альбоме Warner Bros. Fat Albert Rotunda. Для анимационной части специального выпуска необходимо было разработать реальный внешний вид каждого из персонажей Толстого Альберта и его банды. В этом Кен Манди полагался на аниматора Амби Паливода, бывшего художника Диснея. Паливода не только создал всех персонажей Банды, но и нарисовал «групповой портрет», который в конечном итоге был показан на первой странице журнала TV Guide.
Продюсеры хотели, чтобы телеканал NBC показывал Толстого Альберта утром в субботу, но менеджеры сетевых программ отказались, потому что сериал был слишком познавательным. Билл Косби и новая продюсерская компания Filmation Associates отдали собственность CBS . Образы персонажей банды Толстого Альберта были созданы художником Рэнди Холларом с помощью бывшего аниматора Диснея Мишель МакКинни под руководством Кена Брауна.
Премьера сериала под названием « Толстый Альберт и дети Косби » состоялась 9 сентября 1972 года на канале CBS . Производство длилось 12 лет, хотя серийное производство не было непрерывным. Последний сезон был показан в синдикации (1984–85). Также были подготовлены три праздничных выпуска в прайм-тайм ( Хэллоуин, Рождество и Пасха) с участием персонажей.  Как и в большинстве утренних субботних мультфильмов той эпохи, «Толстый Альберт» и «Дети Косби» содержали взрослый смех, который был исключен в последнем сезоне. Сериал был повторно показан на канале NBC в субботу утром и на канале USA Network в 1989 году.
15 января 2013 года Билл Косби опубликовал на своей странице в Facebook следующее: «Я говорю вам, что на работе есть люди, которые, я думаю, заставят Жирного Альберта снова появиться. И это понравится всем грядущим поколениям»., намекая, что сериал может быть возвращен еще раз. Никаких дополнительных сведений пока не поступало.

## Персонажи

### Дети Косби
- Жирный Альберт Робертсон (озвучивает Билл Косби; поет Майкл Грей) основан на друге детства Косби Альберте Робертсоне. Главный герой сериала, он обычно является совестью банды свалки. Хотя он очень толстый, он спортивен и любит заниматься спортом. Он всегда носит красную рубашку и синие брюки. Имеет гражданский нрав и мудрый не по годам, Толстяк Альберт усердно работает, чтобы сохранить целостность в банде и с другими людьми. Является вокалистом в Junkyard Band.
- Джеймс «Мушмут» Муш (озвучивает Билл Косби) — простак с отвисшей челюстью и большими губами. Он всегда носит красную вязаную шляпу с синим шарфом и всегда говорит на виртуальном языке Ubbi Dubbi. Он играет на самодельной бас-гитаре в Junkyard Band.
- «Тупой» Дональд Паркер (озвучивает Лу Шеймер) долговязый, тупой парень. Он лучший друг Руди. Он всегда носит зелёную майку с длинными рукавами на три размера больше и розовую вязанную шапочку, закрывающую все его лицо, кроме глаз и рта. В Junkyard Band он играет на тромбоне, сделанном из трубы водопроводчиков и на рожке ипомеи из старого Фонографа.
- Уильям «Билл» Косби (озвучивает Билл Косби) — персонаж, основанный на самом Косби и ведущий сериала. Как и другие, Билл — хороший спортсмен и любит заниматься спортом. Однако большую часть времени он пытается, часто безуспешно, уберечь своего младшего брата Рассела от неприятностей. Как и Толстый Альберт, Билл часто является голосом разума в банде, хотя иногда и более упрямым. В Junkyard Band он играет на самодельных барабанах, сделанных из выброшенного мусорного ведра с ножной педалью, используя ложки вместо палочек.
- Рассел Косби (озвучивает Ян Кроуфорд) — младший брат Билла (основанный на его реальном брате, о котором он часто говорил в своих распорядках) и самый маленький и самый молодой из банды свалки. Он всегда носит тяжелую синюю куртку, жёлтый шарф, красные ботинки и темно-синюю зимнюю шапку- ушанку, независимо от погоды. Рассел имеет склонность к ехидным замечаниям и резким замечаниям (к большому ужасу своего старшего брата). Рассел часто критикует Руди, приберегая его самые резкие оскорбления для тех случаев, когда Руди проявляет особую дерзость. Его крылатая фраза — «без класса». Он играет на ксилофоне в Junkyard Band (сделанном из пустых банок и выброшенной вешалки).
- Странный Гарольд Симмонс (озвучивает Джеральд Эдвардс) — высокий тощий ребёнок с глазами-бусинками, самый высокий из банды свалки, всегда носит золотой блейзер, коричневый носок на одной ноге и красный носок на другой. и неуклюжий. В оркестре свалки он играет на арфе, сделанной из пружин, а иногда и на Ударных .
- Грубый Руди Дэвис (озвучивает Эрик Сутер) — элегантно одетый, гладко говорящий, дерзкий торговец, чья умная манера поведения часто доставляет ему неприятности. Он лучший друг Тупого Дональда. Дерзкое отношение и пренебрежительное поведение Руди часто являются катализатором типичного сюжетного конфликта. Но внутри у него доброе сердце, и он обычно извлекает уроки из своих ошибок. В Junkyard Band он играет на импровизированном банджо, в состав которого входят ручка от метлы и катушка с швейными нитками для удержания струн. Однако, когда показано, что он играет отдельно от других, Руди играет на Электрогитаре (с большой буквой «R»). Он всегда носит оранжевую плоскую кепку, жилет цвета фуксии, розовую водолазку, фиолетовые джинсы и ботинки.
- Баки Миллер (озвучивает Ян Кроуфорд), как указывает его имя, имеет большой неправильный прикус . Он быстрый и гибкий спортсмен. Баки играет на духовом Орга́не в Junkyard Band.

### Второстепенные
- Мисс Берри - первая учительница и наставница детей. Позже ее заменяет миссис Брейфогл . В более поздних сезонах дети пошли в другую школу, где их учителем и наставником была мисс Вучер . Все три персонажа были озвучены Джей Шеймер, женой исполнительного продюсера Лу Шаймера.
- Грязноногий Браун (озвучивает Билл Косби) - мудрый старик и безработный бродяга, который дает советы банде, часто используя обратную психологию, чтобы донести свою точку зрения. У него есть талант рассказывать небылицы.
- Коричневый шершень (озвучивает Билл Косби) является титульным персонажем из шоу в качестве афро-американского супергероя , чьи мультфильмы регулярно смотрит банда. 
  - Стингер (озвучивает Лу Шеймер ) - мускулистый приятель Коричневого Шершня, чья грубая внешность маскирует мягкое сердце.
  - Твитербелл (озвучивает Эрика Шеймер ) - женщина-робот-помощник Коричневого Шершня и Стингера.
- Клак - Утка, которая регулярно преследовала банду в ранних эпизодах, но перестала появляться после 1 сезона (3 эпизода).
- Правовой Орел (озвучивает Лу Шеймер ) - еще одно шоу внутри шоу с участием мультяшного орла, борющегося с преступностью.
  - Мо и Габби (озвучены Яном Кроуфордом и Джеральдом Эдвардсом) Два ленивых, неуклюжих беличьих помощника, которые работают с Правовым Орлом в качестве полицейских .
- Марджин (озвучивает Эрика Шеймер ) одноклассница и хороший друг Жирного Альберта. В одном эпизоде она и Альберт баллотировались на пост сопрезидента Студенческого совета и выбили двух других кандидатов, оба из которых выступали на платформах расизма. Марджин, отличница, время от времени попадалась не тем людям, но ей всегда удавалось отыграться; в другом эпизоде она подсела на наркотики, а в другом невинно оказалась вовлеченной в жестокий культ.
- 3 Речных блокбастера - главный соперник банды свалки, когда дело доходит до соревнований в таких видах спорта, как бейсбол и футбол . Блокбастеры украли чемпионство в соревновании под названием « доллар-доллар » в эпизоде «Перемещение». Один из них был озвучен Джеральдом Эдвардсом, который озвучил Странного Гарольда, а один из них был озвучен Эриком Сутером, который озвучил Руди.
- Пи Ви - маленький мальчик, который равняется на Толстого Альберта и его банду. Несмотря на то, что он невысокого роста, его лучшее спортивное мастерство - это пинать футбольный мяч с большого расстояния.

## Список эпизодов
Толстый Альберт и дети Косби выпустили 110 эпизодов во время его показа на CBS с 9 сентября 1972 года по 24 октября 1981 года, а затем в синдикации с 1 сентября 1984 года по 10 августа 1985 года.
| Сезон | Сезон | Эпизоды | Первоначально в эфире | Первоначально в эфире |
| Сезон | Сезон | Эпизоды | Первый эфир           | Последний эфир        |
| ----- | ----- | ------- | --------------------- | --------------------- |
|       | 1     | 14      | 9 сентября 1972 г.    | 9 декабря 1972 г.     |
|       | 2     | 8       | 8 сентября 1973 г.    | 27 октября 1973 г.    |
|       | 3     | 6       | 6 сентября 1975 г.    | 11 октября 1975 г.    |
|       | 4     | 8       | 11 сентября 1976 г.   | 30 октября 1976 г.    |
|       | 5     | 8       | 8 сентября 1979 г.    | 27 октября 1979 г.    |
|       | 6     | 8       | 6 сентября 1980 г.    | 25 октября 1980 г.    |
|       | 7     | 8       | 18 сентября 1982 г.   | 13 ноября 1982 г.     |
|       | 8     | 50      | 1 сентября 1984 г.    | 10 августа 1985 г.    |

## Эпизоды

### Сезон 1: 1972 г.
| № в сезоне | № в сериале | Название            | Дата премьеры       |
| ---------- | ----------- | ------------------- | ------------------- |
| 1          | 1           | "Lying"             | 9 сентября 1972 г.  |
| 2          | 2           | "The Runt"          | 16 сентября 1972 г. |
| 3          | 3           | "The Stranger"      | 23 сентября 1972 г. |
| 4          | 4           | "Creativity"        | 30 сентября 1972 г. |
| 5          | 5           | "Fish Out of Water" | 7 октября 1972 г.   |
| 6          | 6           | "Moving"            | 14 октября 1972 г.  |
| 7          | 7           | "Playing Hooky"     | 21 октября 1972 г.  |
| 8          | 8           | "The Hospital"      | 28 октября 1972 г.  |
| 9          | 9           | "Begging Benny"     | 4 ноября 1972 г.    |
| 10         | 10          | "The Hero"          | 11 ноября 1972 г.   |
| 11         | 11          | "The Prankster"     | 18 ноября 1972 г.   |
| 12         | 12          | "Four Eyes"         | 25 ноября 1972 г.   |
| 13         | 13          | "The Tomboy"        | 2 декабря 1972 г.   |
| 14         | 14          | "Stagefright"       | 9 декабря 1972 г.   |

### Сезон 2: 1973
| № в сезоне | № в сериале | Название                | Дата премьеры       |
| ---------- | ----------- | ----------------------- | ------------------- |
| 1          | 15          | "The Bully"             | 8 сентября 1973 г.  |
| 2          | 16          | "Smart Kid"             | 15 сентября 1973 г. |
| 3          | 17          | "Mr. Big Timer"         | 22 сентября 1973 г. |
| 4          | 18          | "The Newcomer"          | 29 сентября 1973 г. |
| 5          | 19          | "What Does Dad Do?"     | 6 октября 1973 г.   |
| 6          | 20          | "Mom or Pop"            | 13 октября 1973 г.  |
| 7          | 21          | "How the West Was Lost" | 20 октября 1973 г.  |
| 8          | 22          | "Sign Off"              | 27 октября 1973 г.  |

### Сезон 3: 1975
| № в сезоне | № в сериале | Название                     | Дата премьеры       |
| ---------- | ----------- | ---------------------------- | ------------------- |
| 1          | 23          | "The Fuzz"                   | 6 сентября 1975 г.  |
| 2          | 24          | "An Ounce of Prevention"     | 13 сентября 1975 г. |
| 3          | 25          | "Fat Albert Meets Dan Cupid" | 20 сентября 1975 г. |
| 4          | 26          | "Take 2, They're Small"      | 27 сентября 1975 г. |
| 5          | 27          | "Animal Lover"               | 4 октября 1975 г.   |
| 6          | 28          | "Little Tough Guy"           | 11 октября 1975 г.  |

### Сезон 4: 1976
| № в сезоне | № в сериале | Название                    | Дата премьеры       |
| ---------- | ----------- | --------------------------- | ------------------- |
| 1          | 29          | "Smoke Gets in Your Hair"   | 11 сентября 1976 г. |
| 2          | 30          | "What Say?"                 | 18 сентября 1976 г. |
| 3          | 31          | "Readin', Ritin', and Rudy" | 25 сентября 1976 г. |
| 4          | 32          | "Suede Simpson"             | 2 октября 1976 г.   |
| 5          | 33          | "Little Business"           | 9 октября 1976 г.   |
| 6          | 34          | "TV or Not TV"              | 16 октября 1976 г.  |
| 7          | 35          | "Shuttered Window"          | 23 октября 1976 г.  |
| 8          | 36          | "Junk Food"                 | 30 октября 1976 г.  |

### Сезон 5: 1979
| № в сезоне | № в сериале | Название                | Дата премьеры       |
| ---------- | ----------- | ----------------------- | ------------------- |
| 1          | 37          | "In My Merry Busmobile" | 8 сентября 1979 г.  |
| 2          | 38          | "The Dancer"            | 15 сентября 1979 г. |
| 3          | 39          | "Spare the Rod"         | 22 сентября 1979 г. |
| 4          | 40          | "Sweet Sorrow"          | 29 сентября 1979 г. |
| 5          | 41          | "Poll Time"             | 6 октября 1979 г.   |
| 6          | 42          | "Mainstream"            | 13 октября 1979 г.  |
| 7          | 43          | "Free Ride"             | 20 октября 1979 г.  |
| 8          | 44          | "Soft Core"             | 27 октября 1979 г.  |

### Сезон 6: 1980
| № в сезоне | № в сериале | Название              | Дата премьеры       |
| ---------- | ----------- | --------------------- | ------------------- |
| 1          | 45          | "Pain, Pain, Go Away" | 6 сентября 1980 г.  |
| 2          | 46          | "The Rainbow"         | 13 сентября 1980 г. |
| 3          | 47          | "The Secret"          | 20 сентября 1980 г. |
| 4          | 48          | "Easy Pickin's"       | 27 сентября 1980 г. |
| 5          | 49          | "Good Ol' Dudes"      | 4 октября 1980 г.   |
| 6          | 50          | "Heads or Tails"      | 11 октября 1980 г.  |
| 7          | 51          | "Pot of Gold"         | 18 октября 1980 г.  |
| 8          | 52          | "The Gunslinger"      | 25 октября 1980 г.  |

### Сезон 7: 1982
| № в сезоне | № в сериале | Название                 | Дата премьеры       |
| ---------- | ----------- | ------------------------ | ------------------- |
| 1          | 53          | "Habla Espanol"          | 18 сентября 1982 г. |
| 2          | 54          | "2 by 2"                 | 25 сентября 1982 г. |
| 3          | 55          | "Parking Dog"            | 2 октября 1982 г.   |
| 4          | 56          | "Water You Waiting For?" | 9 октября 1982 г.   |
| 5          | 57          | "The New Father"         | 16 октября 1982 г.  |
| 6          | 58          | "Double Cross"           | 23 октября 1982 г.  |
| 7          | 59          | "Little Girl Found"      | 6 ноября 1982 г.    |
| 8          | 60          | "Watch That First Step"  | 13 ноября 1982 г.   |

### Сезон 8: 1984–85
| № в сезоне | № в сериале | Название                               | Дата премьеры       |
| ---------- | ----------- | -------------------------------------- | ------------------- |
| 1          | 61          | "Have a Heart"                         | 1 сентября 1984 г.  |
| 2          | 62          | "Watch Thy Neighborhood"               | 8 сентября 1984 г.  |
| 3          | 63          | "Cosby's Classics"                     | 15 сентября 1984 г. |
| 4          | 64          | "Justice Good as Ever"                 | 22 сентября 1984 г. |
| 5          | 65          | "Rebop for Bebop"                      | 29 сентября 1984 г. |
| 6          | 66          | "Sinister Stranger"                    | 6 Октябрь 1984 г.   |
| 7          | 67          | "Handwriting on the Wall"              | 13 октября 1984 г.  |
| 8          | 68          | "Busted"                               | 20 октября 1984 г.  |
| 9          | 69          | "It All Adds Up"                       | 27 октября 1984 г.  |
| 10         | 70          | "Never Say Never"                      | 3 ноября 1984 г.    |
| 11         | 71          | "Don't Call Us"                        | 10 ноября 1984 г.   |
| 12         | 72          | "The Runner"                           | 17 ноября 1984 г.   |
| 13         | 73          | "Video Mania"                          | 24 ноября 1984 г.   |
| 14         | 74          | "You Gotta Have Art"                   | 1 декабря 1984 г.   |
| 15         | 75          | "Long Live the Queen"                  | 8 декабря 1984 г.   |
| 16         | 76          | "The Joker"                            | 15 декабря 1984 г.  |
| 17         | 77          | "Second Chance"                        | 22 декабря 1984 г.  |
| 18         | 78          | "Kiss & Tell"                          | 29 декабря 1984 г.  |
| 19         | 79          | "Teenage Mom"                          | 5 января 1985 г.    |
| 20         | 80          | "Film Follies"                         | 12 января 1985 г.   |
| 21         | 81          | "Harvest Moon"                         | 19 января 1985 г.   |
| 22         | 82          | "Read Baby Read"                       | 26 января 1985 г.   |
| 23         | 83          | "The Whiskey Kid"                      | 2 февраля 1985 г.   |
| 24         | 84          | "Millionaire Madness"                  | 9 февраля 1985 г.   |
| 25         | 85          | "Call of the Wild"                     | 16 февраля 1985 г.  |
| 26         | 86          | "Funny Business"                       | 23 февраля 1985 г.  |
| 27         | 87          | "3 Strikes, and You're In"             | 2 марта 1985 г.     |
| 28         | 88          | "What's the I.D.?"                     | 9 марта 1985 г.     |
| 29         | 89          | "Rules is Cool"                        | 16 марта 1985 г.    |
| 30         | 90          | "The Birds, the Bees, and Dumb Donald" | 23 марта 1985 г.    |
| 31         | 91          | "Double or Nothing"                    | 30 марта 1985 г.    |
| 32         | 92          | "Hot Wheels"                           | 6 апреля 1985 г.    |
| 33         | 93          | "No Place Like Home"                   | 13 апреля 1985 г.   |
| 34         | 94          | "Not So Loud"                          | 20 апреля 1985 г.   |
| 35         | 95          | "The Jinx"                             | 27 апреля 1985 г.   |
| 36         | 96          | "You Don't Say"                        | 4 мая 1985 г.       |
| 37         | 97          | "Amiss with Amish"                     | 11 мая 1985 г.      |
| 38         | 98          | "Gang Wars"                            | 18 мая 1985 г.      |
| 39         | 99          | "Computer Caper"                       | 25 мая 1985 г.      |
| 40         | 100         | "We All Scream for Ice Cream"          | 1 июня 1985 г.      |
| 41         | 101         | "Superdudes"                           | 8 июня 1985 г.      |
| 42         | 102         | "Painting for the Town"                | 15 июня 1985 г.     |
| 43         | 103         | "Rudy and the Beast"                   | 22 июня 1985 г.     |
| 44         | 104         | "Wheeler"                              | 29 июня 1985 г.     |
| 45         | 105         | "Faking the Grade"                     | 6 июля 1985 г.      |
| 46         | 106         | "Write On"                             | 13 июля 1985 г.     |
| 47         | 107         | "Cable Caper"                          | 20 июля 1985 г.     |
| 48         | 108         | "Say Uncle"                            | 27 июля 1985 г.     |
| 49         | 109         | "No News is Good News"                 | 3 августа 1985 г.   |
| 50         | 110         | "Attitude of Gratitude"                | 10 августа 1985 г.  |

### Спецвыпуски
| SP #  | Название                                                                                                   | Дата премьеры      |
| ----- | --- | ------------------ |
| 1     | «Эй, эй, эй, это Жирный Альберт»                                                                           | 12 ноября 1969 г.  |
| 2     | «Билл Косби против Толстого Альберта: Великая гонка на тележках (также известный как» Странный Гарольд «)» | 4 мая 1973 года    |
| 3     | «Жирный Альберт, специальный выпуск на Хэллоуин»                                                           | 24 октября 1977 г. |
| 4     | «Рождественский выпуск Толстого Альберта»                                                                  | 18 декабря 1977 г. |
| 5     | «Пасхальный выпуск Толстого Альберта»                                                                      | 3 апреля 1982 г.   |
| Фильм | Жирный Альберт (фильм)                                                                                     | 25 декабря 2004 г. |

## Прием
IGN назвал «Жирный Альберт и дети Косби» 82-м лучшим мультсериалом .
Жирный Альберт и дети Косби получили номинацию на «Эмми» в 1974 году. Производство последнего сезона сериала совпало с началом производства ситкома Билла Косби «Шоу Косби» , который начал выходить в эфир на NBC осенью 1984 года.
В 1993 году журнал TV Guide назвал Жирный Альберт и дети Косби лучшим мультсериалом 1970-х годов в своем выпуске, посвященном 40-летию телевидения.
В 2002 году Жирный Альберт занял 12 -е место в списке 50 величайших героев мультфильмов всех времен, составленном TV Guide.